# Halbbild (Bekleidungstechnik)
Das Halbbild bezeichnet in der Mode-Schnitttechnik das Schnittbild (nach bestimmten Vorschriften ausgelegte Schablonen oder eine Abbildung davon, nach denen ein Lagenstapel ausgeschnitten wird), welches die Schablonen für eine Hälfte des zu schneidenden Bekleidungsstückes enthält. Man verwendet es für gedoppeltes (der Länge nach auf die Hälfte gefaltetes) Material und breite (offene, frühere Bezeichnung: undublierte) Ware, die rechts auf rechts gelegt wird.